# Phoroncidia testudo
Phoroncidia testudo là một loài nhện trong họ Theridiidae.
Loài này thuộc chi Phoroncidia. Phoroncidia testudo được Octavius Pickard-Cambridge miêu tả năm 1873.